# Pirili (Kürdəmir)
Pirili è un comune dell'Azerbaigian situato nel distretto di Kürdəmir.